# Стихи о Смерти
Стихи о Смерти (фр. Les Vers de la Mort) — ди (дидактическая поэма) Гелинанда из Фруамона, написанная около 1195 года.
Поэма состоит из 50 строф, каждая из 12 восьмисложников — так называемая «гелинандова строфа». О популярности «Стихов» можно судить по значительному числу сохранившихся рукописей, цитатам, включенным во многие тексты XIII века, и подражаниям Робера Леклерка. По свидетельству Винсента из Бове, их читали публично еще около 1250 года.

## Содержание
После череды пылких обращений к Смерти следуют инвективы против богачей, покупающих радости мира, но губящих свою душу.
«Я» поручает Смерти передать привет и внушить спасительный страх его друзьям (строфы IV—IX), затем государям, в порядке иерархии (XII—XV), и епископам, в соответствии с географией диоцезов (XVI—XIX). Далее идет длинное заключительное отступление о могуществе Смерти (XX—XXXIV), с сильным эффектом градации, а за ним — несколько строф дидактического отступления о будущей жизни, из которых вытекает финальная тирада (XL-L).
В последовательности этих мотивов содержатся в зародыше все типы «Плясок Смерти» XIV века.

## Начало
| Mörz, qui m’as mis muer en mue En celf estuve ou li cors sue Ce qu’il fist el siècle d’outrage, Tu lieves sor toz ta maçue Ne nus por ce sa pel ne mue Ne ne change son viez usage. Mörz, toi suelent cremir li sage. Or queurt chascuns a son damage: Qui n’i puet avenir s’i rue. Por ce ai changié mon corage Et ai laissié et gieu et rage: Mel se moille qui ne s’essue. | «Смерть, что понудила меня изменить самого себя (?) в той парильне, где тело исходит потом излишеств, которым оно предавалось в этом мире, ты заносишь палицу над всеми нами и (или: но) никто не желает из-за этого сменить свою шкуру и привычки. Смерть, тебя боятся лишь мудрецы. Вот каждый стремится к погибели: если не несут его туда ноги, он бросается в неё; вот отчего переменились мои чувства и забросил я игры и страсти: тот мокнет себе на беду, кто после не вытирается» |